# Anonychonitis freyi
Anonychonitis freyi là một loài bọ cánh cứng trong họ Bọ hung (Scarabaeidae).